# Municipio Cabezas
Das Municipio Cabezas ist ein Verwaltungsbezirk im Departamento Santa Cruz im südamerikanischen Anden-Staat Bolivien.

## Lage im Nahraum
Das Municipio Cabezas ist eines von sieben Municipios der Provinz Cordillera und umfasst einen Bereich im nordwestlichen Teil der Provinz. Es grenzt im Nordwesten an die Provinz Florida, im Westen an die Provinz Vallegrande, im Süden an das Municipio Gutiérrez, im Osten an das Municipio Charagua und im Norden an die Provinz Andrés Ibáñez.
Das Municipio erstreckt sich zwischen etwa 17° 50' und 19° 12' südlicher Breite und 62° 41' und 63° 49' westlicher Länge, seine Ausdehnung von Westen nach Osten beträgt bis zu 100 Kilometer und von Norden nach Süden bis zu 120 Kilometer.
Das Municipio umfasst 126 Gemeinden (localidades), der zentrale Ort des Municipios ist die Ortschaft Cabezas mit 2319 Einwohnern (Volkszählung 2012) am Südostrand des Municipios, die bevölkerungsreichste Ortschaft ist die Stadt Abapó mit 2386 Einwohnern.

## Geographie
Das Municipio Cabezas liegt am Westrand des bolivianischen Tieflands vor den Vorgebirgsketten der südöstlichen Cordillera Central. Das Klima ist subtropisch und semihumid, die Temperaturen schwanken im Tagesverlauf und im Jahresverlauf nur begrenzt.
Die Jahresdurchschnittstemperatur beträgt knapp 23 °C, mit monatlichen Durchschnittstemperaturen zwischen 18 °C im Juni und Juli und über 25 °C von November bis Januar (siehe Klimadiagramm Gutiérrez). Der Jahresniederschlag beträgt knapp 750 mm, der Trockenzeit von Mai bis Oktober steht eine ausgeprägte Feuchtezeit von November bis April gegenüber, in der die durchschnittlichen Höchstwerte 130 bis 140 mm monatlich erreichen.

## Bevölkerung
Die Einwohnerzahl des Municipios ist zwischen 1992 und 2024 auf fast das Doppelte angestiegen:
| Jahr | Einwohner | Quelle       |
| ---- | --------- | ------------ |
| 1992 | 16.808    | Volkszählung |
| 2001 | 22.296    | Volkszählung |
| 2012 | 26.434    | Volkszählung |
| 2024 | 31.160    | Volkszählung |

Die Bevölkerungsdichte bei der letzten Volkszählung von 2024 betrug 5,7 Einwohner/km², der Alphabetisierungsgrad bei den über 15-Jährigen war von 87,4 Prozent (1992) auf 92,1 Prozent angestiegen. Die Lebenserwartung der Neugeborenen betrug 63,7 Jahre, die Säuglingssterblichkeit war von 6,8 Prozent (1992) auf 6,4 Prozent im Jahr 2001 zurückgegangen.
69,7 Prozent der Bevölkerung sprechen Spanisch, 9,0 Prozent sprechen Quechua, 6,8 Prozent Guaraní, 0,3 Prozent Aymara und 28,8 Prozent sprechen ausländische Sprachen. (2001)
93,5 Prozent der Bevölkerung haben keinen Zugang zu Elektrizität, 26,9 Prozent leben ohne sanitäre Einrichtung (2001).
39,3 Prozent der 3.917 Haushalte besitzen ein Radio, 16,0 Prozent einen Fernseher, 30,8 Prozent ein Fahrrad, 1,9 Prozent ein Motorrad, 11,4 Prozent ein Auto, 41,2 Prozent einen Kühlschrank, und 0,5 Prozent ein Telefon. (2001)

## Politik
Ergebnis der Regionalwahlen (concejales del municipio) vom 4. April 2010:
| Wahlberechtigte |  | Stimmen | gültig |  | MAS-IPSP | VERDES | SOL   | MACC  |
| --------------- |  | ------- | ------ |  | -------- | ------ | ----- | ----- |
| 6.671           |  | 5.627   | 4.907  |  | 2.555    | 1.784  | 331   | 237   |
|                 |  | 100 %   | 87,2 % |  | 52,1 %   | 36,4 % | 6,7 % | 4,8 % |

Ergebnis der Regionalwahlen (elecciones de autoridades políticas) vom 7. März 2021:
| Wahl- berechtigte |  | Wahl- beteiligung | gültige Stimmen |  | MAS-IPSP | CREEMOS | UNIDOS | ASIP   | SOL    | MNR    |
| ----------------- |  | ----------------- | --------------- |  | -------- | ------- | ------ | ------ | ------ | ------ |
| 12.800            |  | 10.807            | 9.861           |  | 5.031    | 4.076   | 400    | 168    | 108    | 78     |
|                   |  | 84,43 %           | 91,25 %         |  | 51,02 %  | 41,33 % | 4,06 % | 1,70 % | 1,10 % | 0,79 % |

## Gliederung
Das Municipio Cabezas untergliederte sich bei der Volkszählung 2001 in die folgenden sechs Kantone (cantones):
- Cantón Cabezas – 2 Vicecantones – 4 Gemeinden – 1.539 Einwohner
- Cantón Abapó – 4 Vicecantones – 5 Gemeinden – 2.500 Einwohner
- Cantón Florida – 3 Vicecantones – 6 Gemeinden – 761 Einwohner
- Cantón Piray – 1 Vicecantones – 4 Gemeinden – 422 Einwohner
- Cantón Curiche – 25 Vicecantones – 104 Gemeinden – 16.944 Einwohner
- Cantón El Filo – 2 Vicecantones – 3 Gemeinden – 130 Einwohner

## Ortschaften im Municipio
- Menonitas Rivas Palacio 3.770 Einw. (2012) – Abapó 2.386 Einw. – Cabezas 2.319 Einw. – El Dorado 1.924 Einw. – Mora 1.506 Einw. -Ribera Palacios 1.382 Einw. – Menonita Sommer Feld 944 Einw. – Zanja Honda 846 Einw. – Pampa El Costal 780 Einw. – Río Seco 567 Einw. – La Cuta 531 Einw. – San Lorenzo Brecha 7 471 Einw. – Vaca Guzman 469 Einw. – Florida 354 Einw. – San Isidro I 213 Einw. – Eduardo Abaroa 188 Einw.